# Château d'Herbault-en-Sologne
Le château d'Herbault-en-Sologne, à Neuvy, ne doit pas être confondu avec le château d'Herbault situé dans la commune d'Herbault (également en Loir-et-Cher).
Le château d'Herbault-en-Sologne (ou simplement château d'Herbault) est un château situé sur la commune de Neuvy, dans le département de Loir-et-Cher.

## Description
Une construction devait exister sur le site dès l'époque romaine. En 1525, le château est reconstruit après un incendie. La disparition du propriétaire, Nicolas de Foyal, en 1582, interrompit le projet et, à cette date, seul le corps de logis principal était achevé. Son successeur fit ajouter les communs et la chapelle. Entouré de douves sur trois côtés, le château se compose d'un corps de logis rectangulaire flanqué de deux tours cylindriques du côté nord et d'une aile en retour d'équerre terminée par une autre tour. Les communs datent du XVIIIe siècle. Jardins à la française reconstitués.

## Historique
Depuis sa construction au début du XVIe siècle, le château d'Herbault est passé successivement entre les mains de familles nobles et de riches marchands blésois.
Le château avec ses communs et ses douves sont inscrits à l'inventaire supplémentaire des monuments historiques par arrêté du 12 octobre 1942.